# بي إم دبليو كيه 1300 آر
بي إم دبليو كيه 1300آر(بالإنجليزية: BMW K1300R)‏ هي دراجة نارية من تصنيع بي إم دبليو.